# プチメタル
プチメタルは日本のバンド。2005年8月8日結成。

## 概要
プチプチ（気泡緩衝材）を愛するviviを中心に結成されたバンドである。「心はヘビーメタル」ということで名づけられる。主にプチプチ関連グッズの歌を提供している。
「プチプチなのなの」でデビューし、バンダイの玩具「∞プチプチ」発表の際、楽曲を提供した。

## メンバー
- vivi（ボーカル）　しし座、A型

本名・杉山彩香。川上産業（気泡緩衝材の会社）社員、プチプチ文化研究所所長。
- プー（ギター）　ふたご座、B型

秋葉原でリハーサル・スタジオ「SOUND STUDIO PRIME」を経営していた。現在は鳥取在住。
- aki（ベース）　かに座、A型

バンドGYPSY QUEENのコンポーザー
- チャッピー（キーボード）　蠍座、AB型
- masao（ドラム）　ふたご座、O型、現在は2016年にメンバーに加入したトルチューンがドラムを担当。

## ディスコグラフィ

### シングル
- プチプチなのなの（2005年10月1日）
- 湘南平塚音頭（2007年7月7日）

### 音楽配信
iTunesやレコ直などでダウンロード可能。
- プチプチなのなの（2006年12月27日）
- 湘南平塚音頭（2007年3月16日）
- ∞プチプチのうた（2007年8月15日）

バンダイのキーチェーン玩具「∞プチプチ」のキャンペーンソング
- プッチンスカットのうた（2007年10月10日）

川上産業のひまつぶし専用プチプチ「プッチンスカット」のキャンペーンソング
- プチ桜（2008年2月20日）
- プチラジャ（2008年6月25日）
- タイにいきたいにゃん!（2008年6月25日）
- Touch your dream（2012年2月15日）
- モッタイナイブギ（2017年9月24日）
- 飛ぶ鳥鳥取（2020年5月30日）
- ∞プチプチAIR（2021年8月7日）

∞プチプチのリニューアル版「∞プチプチAIR」のキャンペーンソング

### 未配信
これらはライブなどでは歌われている。
- プチクリ
- プチLOVE
- プチ夏
- A baby panda（日本語版/中国語版）

## 出演
- 空飛ぶ!爆チュー問題
- 得ちゃんの一丁目一番地